# Estirpatore
L'estirpatore (detto anche coltivatore) è un attrezzo agricolo dotato di ancore, utilizzato dopo l'aratura per una grossolana preparazione del letto di semina, e un conseguente livellamento del campo, e più recentemente anche nella minima lavorazione o minimum tillage, pratica agricola che sostituisce l'aratura tradizionale.

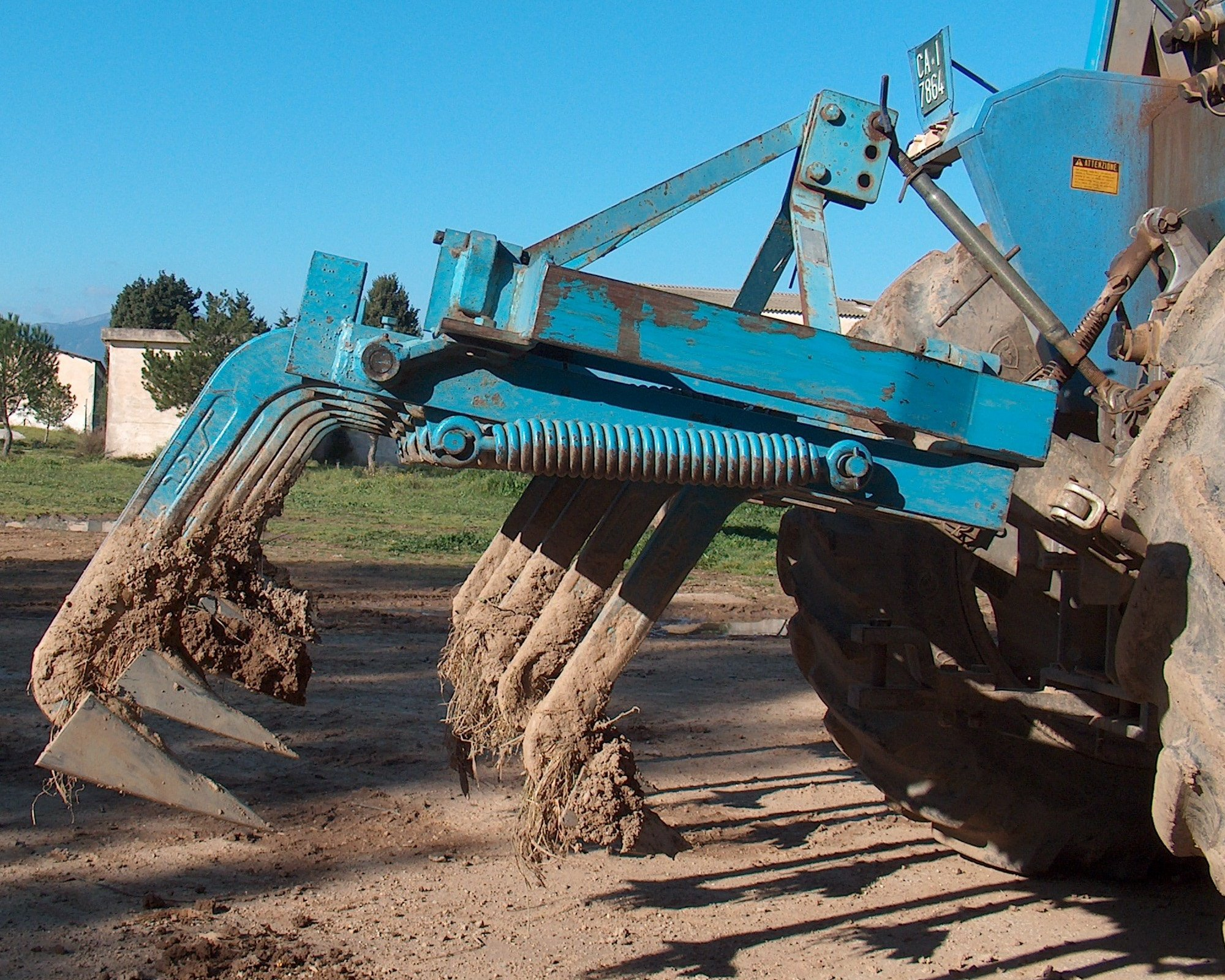
Estirpatore, vista laterale.

L'estirpatore, dotato di ancore disposte su file parallele, permette il rivoltamento delle zolle e un  parziale interramento dei sarmenti presenti in superficie (la percentuale di sarmenti rimasti in superficie dipende oltre che dalla conformazione dell'estirpatore, dalla tipologia del terreno, leggero, di medio impasto o pesante, dalle condizioni climatiche e dalla quantità di residui presenti in superficie) e, se l'attrezzo è dotato di rulli posteriori, generalmente a gabbia o a spuntoni, anche un discreto livellamento del terreno. Gli estirpatori presenti sul mercato, le cui potenze assorbite vanno da poche decine di cavalli a oltre trecento cavalli, si differenziano per la tipologia delle ancore, i sistemi di sicurezza delle ancore o molle, il numero di file di ancore e la profondità di lavoro. Invece delle ancore, alcuni modelli sono dotati di denti elastici di forma curva; questo tipo di strumento, detto coltivatore leggero, lavora ad una profondità inferiore, ma favorisce lo sminuzzamento e il rimescolamento del terreno.
Un attrezzo utilizzato in alternativa all'estirpatore è l'erpice a dischi. Per lavorazioni più profonde, invece dell'estirpatore si usano il dissodatore e lo scarificatore.